# Oswald Mosley
Sir Oswald Ernald Mosley, 6.° baronet (Mayfair, Londres, 16 de noviembre de 1896 - Orsay, 3 de diciembre de 1980) fue un político británico conocido principalmente como el fundador de la Unión Británica de Fascistas.
Después del servicio militar durante la Primera Guerra Mundial, Mosley fue uno de los miembros más jóvenes del Parlamento británico, representando al distrito de Harrow de 1918 a 1924, primero como miembro del Partido Conservador, luego como independiente, para después unirse al Partido Laborista. En las elecciones generales de 1924 se presentó en Birmingham Ladywood contra el futuro primer ministro, Neville Chamberlain, y estuvo a 100 votos de derrotarlo.
Mosley regresó al Parlamento como diputado laborista por Smethwick en una elección especial en 1926 y se desempeñó como canciller del ducado de Lancaster en el gobierno laborista de 1929-1931. En 1928, sucedió a su padre como sexto baronet de Mosley, un título que había pertenecido a su familia durante más de un siglo. Fue considerado un posible primer ministro laborista, pero renunció debido a su disconformidad con las políticas de desempleo del gobierno. Decidió no defender su distrito electoral de Smethwick en las elecciones generales de 1931, sino que se presentó sin éxito en Stoke-on-Trent. El Nuevo Partido de Mosley se convirtió en la Unión Británica de Fascistas (BUF) en 1932.

## Biografía

### Orígenes y familia
La familia de Mosley era de origen anglo-irlandés y se trataba de una familia próspera de terratenientes de Staffordshire. Era hijo de Oswald Mosley, 5.º baronet, y de Katharine Maud Edwards-Heathcote. Sus padres se separaron a temprana edad y él fue criado por su abuelo. Se educó en el colegio Wichester y en la Real Academia de Sandhurst. Durante la Primera Guerra Mundial fue destinado al decimosexto batallón de Lanceros, que fue enviado al frente occidental. Resultó herido poco después de su llegada y fue asignado a trabajos de oficina durante el resto de la guerra.
En 1920, contrajo matrimonio con Cynthia Curzon (Cimmie), hija de George Curzon (lord Curzon de Kedleston), ex virrey de la India. La ceremonia se realizó en la capilla real del Palacio de St. James y asistieron varios miembros de la realeza europea, entre ellos los reyes del Reino Unido y de Bélgica.
Tuvo tres hijos de su matrimonio con Cimmie, uno de los cuales, Nicholas Mosley, escribió una biografía de su padre. Contrajo matrimonio posteriormente con Diana Mitford con quien tuvo dos hijos más. Max Mosley, hijo de su segundo matrimonio, fue presidente de la FIA entre 1994 y 2009.

### Comienzos en política
Al final de la Primera Guerra Mundial, Mosley decidió entrar en política. En las Elecciones generales del Reino Unido de 1918 ganó fácilmente un escaño por el Partido Conservador, en gran parte gracias a la popularidad de su familia en el distrito. Fue el miembro más joven de la Cámara de los Comunes y se distinguió como orador, hábil político y por su alta confianza en sí mismo.

### Cambio de bando
Mosley estaba en este tiempo en contra de los conservadores sobre la aplicación de la política irlandesa, y el uso de la Real Fuerza Irlandesa para la represión. Se mostró como parlamentario independiente del lado de la oposición en la Cámara de los Comunes. Antes de 1924, se sintió atraído cada vez más al Partido Laborista, que acababa de formar gobierno. Pasó inmediatamente al Partido Laborista Independiente (ILP) y se alió con la izquierda.
Cuando el gobierno cayó en octubre de ese año, Mosley tuvo que elegir un nuevo distrito, pues en Harrow no resultaría elegido como candidato de los Laboristas. Por lo tanto, decidió competir contra Neville Chamberlain en Ladywood, distrito electoral de Birmingham. Una campaña enérgica condujo a un resultado muy parejo, pero Mosley fue derrotado por 77 votos. En 1926, quedó vacante un escaño en Smethwick y ganó la elección con los laboristas y volvió al parlamento.

### La fundación de un nuevo partido

Bandera de la Unión Británica de Fascistas.

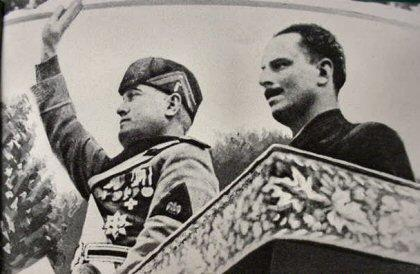
Oswald Mosley junto a Benito Mussolini en 1936.

Después de ir en un viaje de estudio de los nuevos movimientos de Mussolini y otros similares, volvió convencido de que esa era la alternativa para su país y para sí mismo. Determinó unir los movimientos fascistas existentes y en 1932 creó la Unión Británica de Fascistas (BUF). La BUF era anticomunista y proteccionista, llegando a tener hasta 50.000 miembros. Entre sus seguidores estaban el novelista Henry Williamson y el teórico militar J.F.C. Fuller. Mosley había tenido problemas con altercados en los mítines del nuevo partido e instituyó un cuerpo paramilitar de vigilancia que fue apodado los camisas negras. Su partido estuvo implicado con frecuencia en confrontaciones violentas, particularmente con los grupos comunistas y judíos, especialmente en Londres. El Gobierno aprobó una ley que prohibía los movimientos políticos paramilitares y sus actos públicos, que entró en vigor el 1 de enero de 1937.
Cimmie Mosley, su primera esposa, murió de peritonitis en 1933. Mosley quedó libre para casarse secretamente con su amante Diana Mitford en 1936, lo que hizo en la casa de Joseph Goebbels. Adolf Hitler fue uno de los invitados. Mosley, que había estado gastando grandes sumas de su fortuna privada en el BUF, deseó establecer un pie financiero firme y, a través de Diana, negoció con Hitler la tramitación de un permiso para establecer una radio comercial en Alemania. Después del comienzo de la Segunda Guerra Mundial en 1939, dirigió la campaña para una paz negociada con la Alemania nazi. Al principio fue bien recibido, pero tras la invasión de Noruega, Mosley fue detenido y encarcelado por las autoridades de su país acusado de colaboracionismo.

### Encarcelamiento
El 23 de mayo de 1940, Mosley, junto con la mayoría de los fascistas activos del Reino Unido, fue internado bajo la regulación 18B de defensa, y poco más adelante el BUF fue proscrito. También fue internada Diana Mosley, poco después del nacimiento de su hijo, y vivieron juntos la mayor parte de la guerra en una casa en las cercanías de la prisión de Holloway. Mosley pasó la guerra leyendo extensamente sobre las civilizaciones clásicas.

### La posguerra
Después de la guerra, Mosley entró en contacto con sus antiguos partidarios y fue persuadido (inicialmente contra su voluntad) para que volviera a la política activa. Formó el Movimiento por la Unión, que propuso una única nación europea. Esta postura ha sido citada por los críticos de la lentitud británica a integrarse a la Unión Europea como evidencia de que esa postura fue originada por los fascistas, aunque los estudios académicos del fascismo ven generalmente este hecho como desarrollo de algunas de las corrientes del fascismo europeo de la preguerra y no conectadas con la fundación de la Comunidad Europea del Carbón y del Acero.
Las reuniones del Movimiento de la Unión a menudo fueron interrumpidas. Esto condujo a la decisión de Mosley, en 1951, de salir del Reino Unido y trasladarse a Irlanda y luego a París. Volvió brevemente al Reino Unido para presentarse a la elección de 1959 en Kensington del Norte, haciendo eje de su campaña con el tema de la inmigración "excesiva". Volvió por última vez a disputar las elecciones generales de 1966, antes de escribir su autobiografía, Mi vida (My Life) (1968), y se retiró. En 1977 lo nominaron para el cargo de rector de la Universidad de Glasgow.

## Fallecimiento
Oswald Mosley murió el 3 de diciembre de 1980 en Orsay, en las afueras de París, Francia. Su cuerpo fue incinerado en una ceremonia celebrada en el Cementerio Père Lachaise, y sus cenizas fueron esparcidas en el estanque en Orsay. Su hijo Alexander declaró que habían recibido muchos mensajes de condolencias pero no palabras abusivas. "Todo eso fue hace mucho tiempo", dijo.

## Vida privada
Mosley tuvo tres hijos con su primera esposa Cynthia Curzon.
- Vivien Elisabeth Mosley (1921–2002), quien se casó el 15 de enero de 1949 con Desmond Francis Forbes Adam (1926–58), educado en Eton College y en King's College (Cambridge), con quien tuvo dos hijas.
- Nicholas Mosley (después 3.er barón Ravensdale, un título heredado de la familia materna y séptimo baronet de ancoats; 1923–2017), fue un novelista exitoso que escribió una biografía de su padre y editó sus memorias para su publicación.
- Michael Mosley (1932–2012).

En 1924, Curzon se unió al Partido Laborista y fue elegida como miembro del Parlamento (MP) por Stoke-on-Trent en 1929. Posteriormente se unió al nuevo partido de Oswald y perdió las elecciones de 1931 en Stoke. Murió en 1933 a los 34 años después de una operación por peritonitis después de una apendicitis aguda, en Londres.
Mosley tuvo dos hijos con su segunda esposa, Diana Mitford (1910–2003):
- (Oswald) Alexander Mosley (1938–2005); padre de Louis Mosley (nacido en 1983).
- Max Mosley (1940-2021), quien fue presidente de la Fédération Internationale de l'Automobile (FIA) durante 16 años.

## Archivos
Los documentos de Oswald Mosley se conservan entre las recopilaciones especiales (Special Collections) de la Universidad de Birmingham.

## En la cultura popular
En la quinta y sexta temporada de la serie Peaky Blinders, Oswald Mosley es interpretado por Sam Claflin, como compañero de Tommy Shelby en el Parlamento.
También existe un documental sobre su vida, lanzado en 2016 y dirigido por Spero Patria, llamado "Oswald Mosley: Europeans".
La serie “Outrageous” (“Escandalosas”), estrenada en 2025, trata sobre la vida de las hermanas Mitford y su relación con el fascismo.